# What Do You Mean?
«What Do You Mean?» —en català, «Què vols dir?»— és una cançó interpretada pel cantant canadenc Justin Bieber, per al seu pròxim quart àlbum d'estudi, Purpose, del 2015. La cançó fou anunciada el 28 de juliol del 2015 en el programa de ràdio On Air with Ryan Seacrest, i es va publicar el 28 d'agost del 2015 com el senzill principal del disc. Després del seu llançament, la cançó fou bé rebuda pels crítics.

## Vídeo musical
Un vídeo líric, dirigit per Laban, en el que explica amb els patinadors professionals Ryan Sheckler i Chelsea Castro que fou lliberat el 28 d'agost del 2015. El vídeo musical oficial, dirigit per Brad Furman, es va estrenar el 30 d'agost del 2015, després dels MTV Video Music Awards 2015.